# Wellenlänge (Wasserwellen)
Im Küsteningenieurwesen wird als Wellenlänge (Symbol {\displaystyle L}) von Wasserwellen die horizontale Distanz in Ausbreitungsrichtung zwischen zwei Wellenbergen bezeichnet. Sie besteht aus der Summe der auf den (ebenen) Ruhewasserspiegel bezogenen Teillängen des Kammbereiches LB(erg) und des Talbereiches LT(al) der Welle. Es ist
{\displaystyle L=L_{\mathrm {B} }+L_{\mathrm {T} }}
{\displaystyle L_{\mathrm {B} }} < {\displaystyle L_{\mathrm {T} }} {\displaystyle \qquad } (horizontale Asymmetrie, hinsichtlich der Wellenlänge)
{\displaystyle H_{\mathrm {o} }>H_{\mathrm {u} }}         (vertikale Asymmetrie, hinsichtlich der Amplitude)

Geometrie einer trochoidalen Tiefwasserwelle: Zur Definition der Wellenlänge, des Ruhewasserspiegels, der Wellenhöhe, der horizontalen und der vertikalen Wellenasymmetrie.

Unter Gravitationseinfluss weisen Wasserwellen wie alle Schwerewellen nicht die von elektromagnetischen Wellen bekannte ideale Sinusform auf, welche nur für ungedämpfte harmonische Schwingungen gilt.
Sie sind vielmehr sowohl horizontal als auch vertikal asymmetrisch. Sowohl die horizontale als auch die vertikale Asymmetrie nimmt mit abnehmender Wassertiefe zu. In küstennahen Bereichen ist deshalb der Vorderhang des Wellenberges meist steiler als der Hinterhang, so dass es im Extremfall zum Phänomen des Wellenbrechens kommen kann.
Die Phasengeschwindigkeit {\displaystyle c} einer Wasserwelle unterliegt der normalen Dispersion {\displaystyle \mathrm {d} c/\mathrm {d} L\leq 0} und nimmt (wie auch die Wellenlänge) mit abnehmender Wassertiefe {\displaystyle d} ab.